# Andrija Hubert Fournet
Andrija Hubert Fournet (Saint Pierre-de-Maillé, 6. prosinca 1752. – La Puye, 13. svibnja 1834.), svećenik, svetac Rimokatoličke Crkve i osnivač "Družbe kćeri križa".

## Životopis
Rođen je 6. prosinca 1752. u Saint Pierre-de-Mailléu uFrancuskoj u kršćanskoj obitelji. Od mladosti je mario jedino za užicima zapostavljajući učenje i za provođenje kršćanskoga života. Formalno se 1772. upisao na Sveučilište u Poitiersu na filozofiju i pravo. Nakon toga odlazi kraće vrijeme biti vojnik. Majka ga 1774. šalje rođaku župniku i tu u Andrijinu životu nastaje pravi preokret. 
1776. se zaredio za svećenika te je dvije godine bio kapelan u župi Haim, zatim u svom rodnom mjestu, gdje je 1781. postao i župnikom. Andrija je za vrijeme Francuske revolucije odbio položiti prisegu na bezbožnički ustav revolucije, pa je uz opasnost života svećeničku službu mogao obavljati samo potajno. 1792., radi sigurnosti, bježi u Španjolsku, u Arcos. Tamo je živio do 1797. kada se opet mogao vratiti Francusku. 
Kad je Napoleon s Crkvom sklopio konkordat, Andrija se vratio u svoju rodnu župu i ondje nastavlja svećeničku djelatnost. Osniva vjersku školu, mala sjemeništa, a 1807., zajedno sa sestrom Elizabetom Bichier des Ages osniva "Družbu kćeri križa". Odobrili su je najprije francuski biskup, a zatim 1867. i Sveta Stolica. 1820. napušta župu i seli se u La Puye, gdje je bila kuća matica njegovih sestara. Umro je 13. svibnja 1834. Blaženim ga je proglasio papa Pio IX. 16. svibnja 1926., a 4. lipnja 1933. svetim. Spomendan mu je 13. svibnja